# José Serrano Simeón
José Calixto Serrano Simeón, né à Sueca le 14 octobre 1873 et mort à Madrid le 8 mars 1941, est un musicien et compositeur espagnol connu pour ses nombreuses zarzuelas, souvent inspirées du vérisme de Puccini.

## Biographie

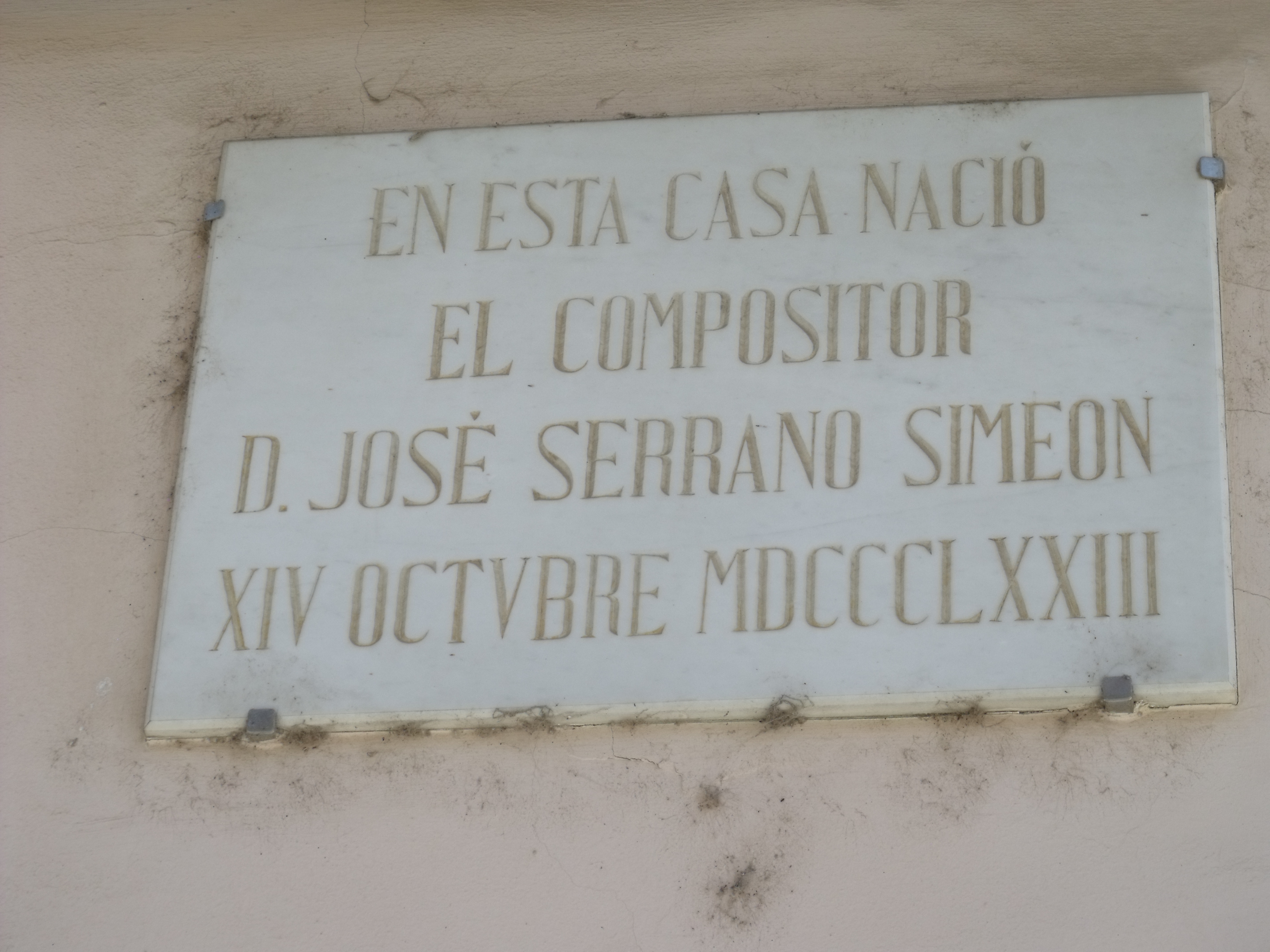
Plaque commémorative sur la maison natale de l'artiste.

Son père, directeur d'un groupe musical de Sueca, lui donne ses premières leçons. À cinq ans, il connaît déjà la théorie musicale et à douze ans joue parfaitement de la guitare et du violon. 

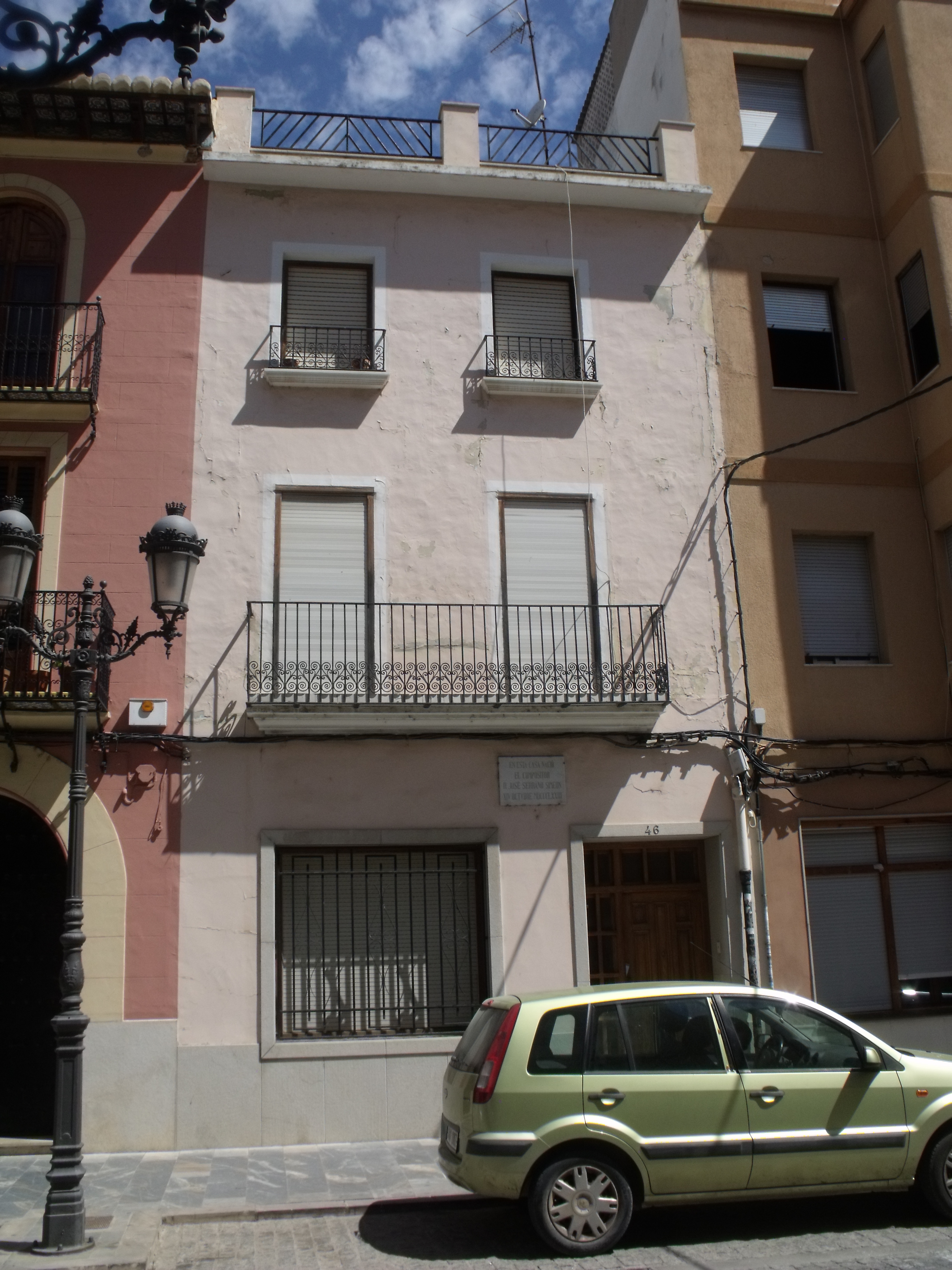
Maison natale.

En 1889, il se rend à Valence pour poursuivre ses études musicales au conservatoire avec Salvador Giner Vidal (es). Il étudie le piano, mais l'abandonne pour le violon et la composition. En 1892, il déménage à Madrid où il obtient une bourse d'un an ; pour vivre, il compose des chansons à bas prix. Il revient dans sa ville natale puis cinq ans après, il devient secrétaire de Manuel Fernandez Caballero, atteint d'une cécité progressive, qu'il aide à composer sa zarzuela Gigantes y cabezudos, ce qui l'introduit dans le milieu théâtral madrilène. Ainsi les frères Álvarez Quintero lui offrent le livret d' El motete dont la première est jouée le 24 avril 1900, ce qui lance la carrière de .Serrano. En 1909, il compose l'Himno a la Exposición, morceau présenté pour l'Exposition régionale de Valence et choisi comme hymne régional en 1925. En 1923, le Conseil provincial de Valence le commissionne pour un hymne commémoratif pour le couronnement de la Vierge des Désemparés, patronne de Valence. La première a lieu le 24 mai 1923 devant 30 000 personnes et obtient un grand succès.
Il compose des grandes ou petites zarzuelas. L'on distingue La Reina mora (1903) sur un livret des frères Alvarez Quintero, Moros y cristianos (1905); El perro chico (1905), El pollo Tejada (1906) et El príncipe Carnaval (1919) en collaboration avec Quinito Valverde ; Alma de Dios (1907), El amigo Melquiades (1914), La canción del olvido (1916), avec un livret de Federico Romero Sarachaga et Guillermo Fernández-Shaw, Los de Aragón (1927), Los claveles (1929) et La dolorosa (1930).

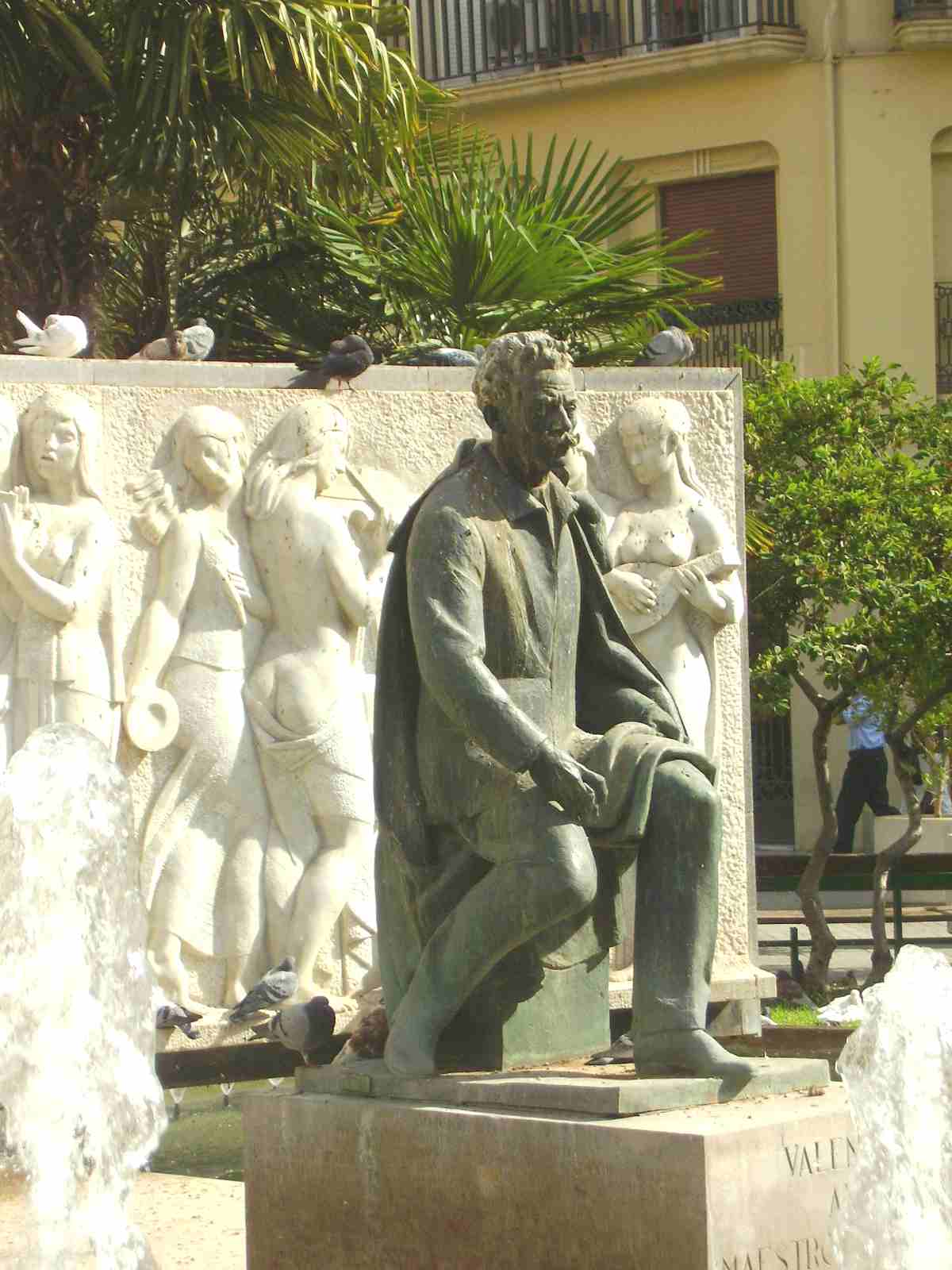
Monument de José Serrano, à Valence, œuvre d'Octavio Vicent.

Il passe les dernières années de sa vie à El Perelló, où il s'adonne exclusivement à la pêche. Il rentre à Madrid pour se faire soigner d'un cancer à l'œsophage et il en meurt en 1941.

## Œuvres

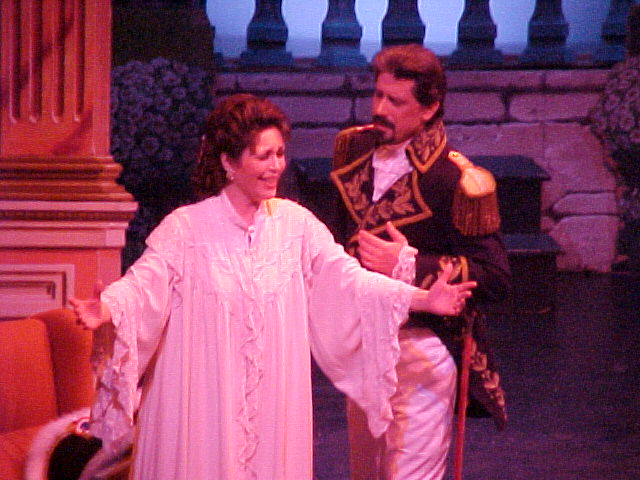
Représentation de La canción del olvido à l'Auditorium Insular de Puerto del Rosario (Fuerteventura), le 9 décembre 2000.

### Zarzuelas et œuvres lyriques
- El motete (1900).
- El corneta de órdenes (1900).
- La alegría del batallón (1900).
- Don Miguel de Mañarra (1902).
- El olivar (1902) Tomás Barrera.
- La mazorca roja (1902).
- El pelotón de los torpes (1903) Ángel Rubio.
- El solo de trompa (1903).
- La reina mora (es) (1903).
- La torería (1904).
- El trébol (1904) Quinito Valverde.
- Las estrellas (1904) Quinito Valverde.
- Y no es noche de dormir (1904) Quinito Valverde.
- La casita blanca (1904).
- El contrabando (1905) José Fernández Pacheco,
- La reja de la Dolores (1905) Quinito Valverde.
- El amor en solfa (1905) Ruperto Chapí.
- El mal de amores (1905).
- Moros y cristianos (1905).
- El perro chico (1905) Quinito Valverde.
- La Infanta de los bucles de oro (1906).
- La mala sombra (1906).
- La noche de reyes (1906).
- El pollo Tejada (1913-1906) Quinito Valverde.
- La banda nueva (1906) Apolinar Brull.
- La gente seria (1907).
- Namita Naná (1907).
- Alma de Dios (es) (1907).
- La suerte loca (1907) Quinito Valverde.
- El palacio de los duendes (1910) Amadeo Vives.
- El trust de los tenorios (1910).
- Barbarroja (1906-1911).
- El carro del sol (1911).
- La gentuza (1913).
- El príncipe Carnaval (1914) Quinito Valverde.
- El rey de la banca (1914).
- El amigo Melquíades (1914) Quinito Valverde.
- La sonata de Grieg (1916).
- La canción del olvido (1916) Federico Romero Sarachaga et Guillermo Fernández-Shaw Iturralde.
- Los leones de Castilla (1917).
- Si yo fuera rey (1917).
- La venda de los ojos. (1919).
- Danza de apaches (1924).
- La maga de Oriente (1924) Ernesto Pérez Rosillo.
- Magda la tirana (1926).
- Las hilanderas (1927).
- Los de Aragón (es) (1927)
- La prisionera (1927) Francisco Balaguer.
- Los claveles (1929).
- La dolorosa (en) (1930).
- La venta de los gatos (1943) (opéra).
- Golondrina de Madrid (1944).